# Panorama (Manizales)
Panorama es uno de los 7 corregimientos que comprenden al Municipio de Manizales.
Posee 11 veredas, limitando con la comunas Atardeceres y La Macarena de la cabecera municipal; con los corregimientos de El Remanso y Corredor Agroturístico y los municipios de Palestina y Chinchiná.

## División territorial
El corregimiento está compuesto por 11 veredas de las cuales algunas también se encuentran en la zona urbana:
| - El Arenillo(Parte) - El Rosario - La Argelia - La Aurora - La China - La Francia(Parte) | - La Quiebra del Billar - La Trinidad - Minitas - Morrogacho(Parte) - San Peregrino |